# Ольсен, Брандур
Брандур Хендрикссон Ольсен (фар. Brandur Hendriksson Olsen; род. 19 декабря 1995 года в Скалавике, Фарерские острова) — фарерский футболист, полузащитник клуба «Фредрикстад» и национальной сборной Фарерских островов.

## Клубная карьера
Брандур начинал свою карьеру на Фарерских островах. До 2010 года он выступал за юношескую команду клуба «Б71», а затем присоединился к системе «Копенгагена». Его дебют в Суперлиге состоялся 13 апреля 2015 года в матче против «Силькеборга». Всего в своём дебютном сезоне Брандур провёл семь встреч первенства страны и забил в них два гола. Сезон 2015/15 он начал игроком запаса.

## Карьера в сборной
Брандур выступал за юношеские и молодёжную фарерские сборные. Его дебют за первую сборную страны состоялся 11 октября 2014 года в матче против сборной Северной Ирландии. Несмотря на совсем небольшое количество проведённого на поле времени, игрок оставил хорошее впечатление и начал регулярно выходить в составе своей национальной команды. Свой первый мяч за сборную он забил 13 июня 2015 года в матче против сборной Греции.

## Достижения
«Копенгаген»
- Обладатель кубка Дании (1): 2014/15